# Keukenhof
Keukenhof ("Jardín de la cocina", en neerlandés), es un extenso parque de más de 32 hectáreas con inmensos jardines de tulipanes, situado entre las localidades de Lisse e Hillegom, en los Países Bajos. También conocido como "el jardín de Europa", es uno de los lugares más bellos del país. Posee una impresionante colección de flores e híbridos de diferentes especies, invernaderos (donde se venden flores, bulbos y semillas), molinos antiguos, lagos, fuentes y grandes paseos. Todo el complejo tiene un bello tratamiento artístico por lo que las flores y lagos se convierten en la base de sus inmensas avenidas.

## Historia
Los terrenos del parque se encontraban dentro de las posesiones de la noble Jacoba de Baviera y se dice que fue ella misma quien le puso nombre , en uno de sus habituales paseos por la zona, con ese nombre al identificar la fragancia de las hierbas y especias con la cocina de su palacio. Tras su muerte los terrenos pasaron a manos de ricas familias de comerciantes que, conscientes de su atractivo, en el año 1840 encargaron a diversos pintores paisajistas un primer diseño de lo que sería el futuro parque. Para ello los autores se inspiraron fuertemente en el estilo inglés imperante en la época y utilizaron las flores como elemento esencial del diseño.

## Estructura del parque

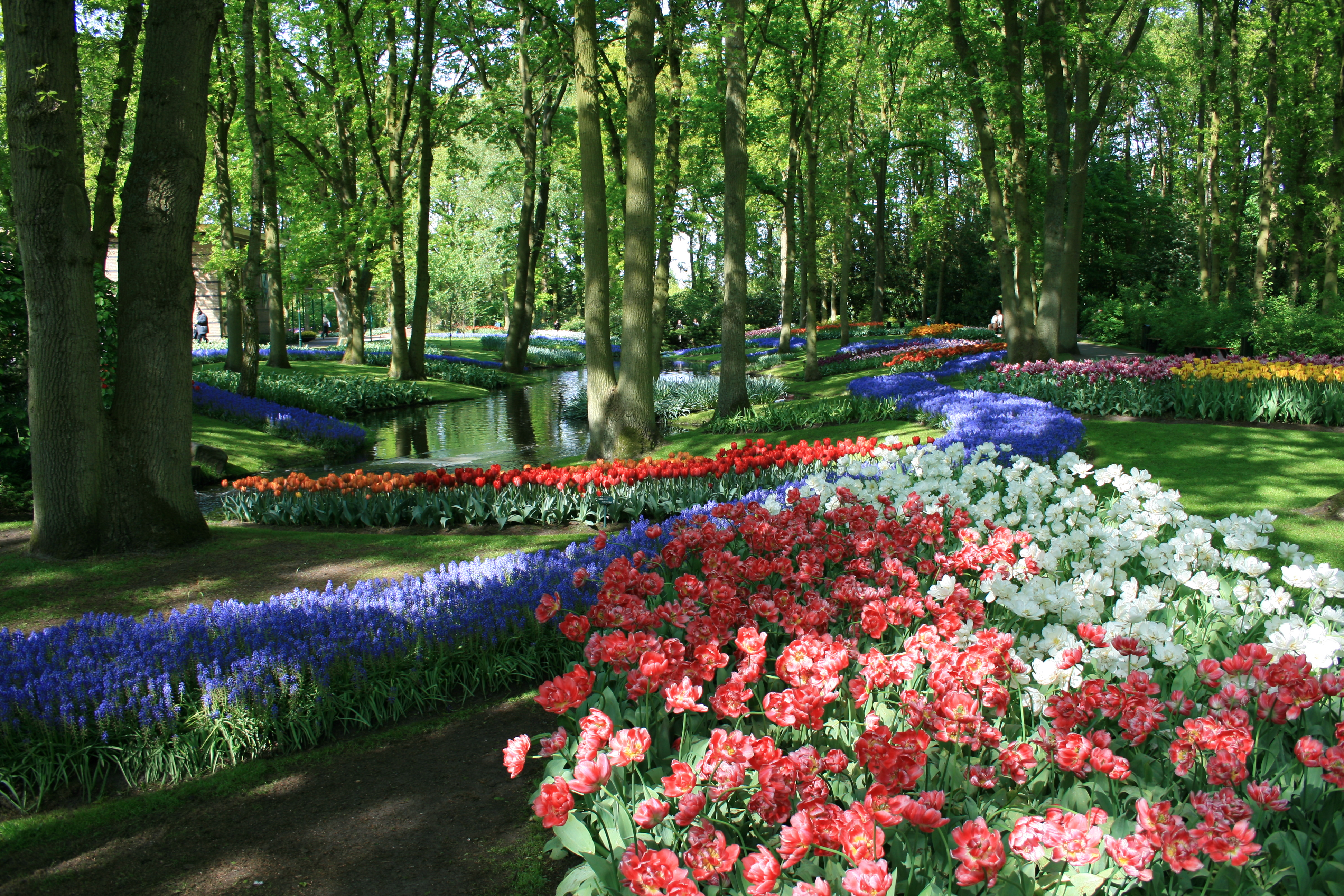
Jardines de tulipán de Keukenhof

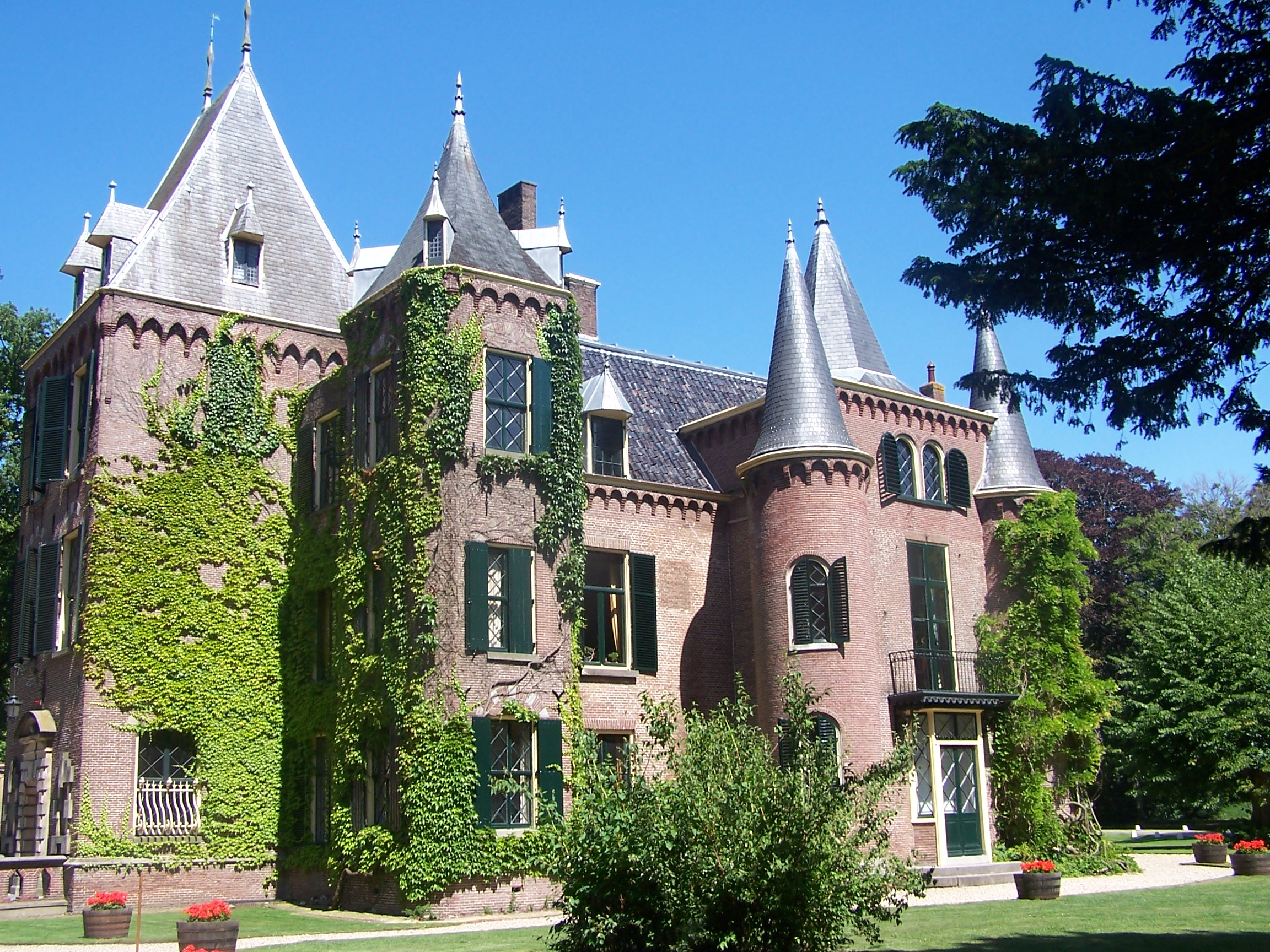
Castillo Keukenhof

El parque se encuentra subdividido en cuatro grandes zonas que toman nombre de la familia real neerlandesa de los Oranje:
- Pabellón Oranje Nassau
- Pabellón Willem Alexander
- Pabellón Koningin Beatrix
- Pabellón Koningin Juliana

## Fechas de visita
Se recomienda visitar Keukenhof durante los quince días centrales del mes de mayo, que es cuando los campos de tulipanes están en floración. El parque abre ocho semanas al año, entre mediados de marzo y finales de mayo.  La entrada al parque requiere de pago. Existen estaciones en las localidades de Haarlem y Leiden que disponen de autobuses turísticos para llegar a él.

## Galería

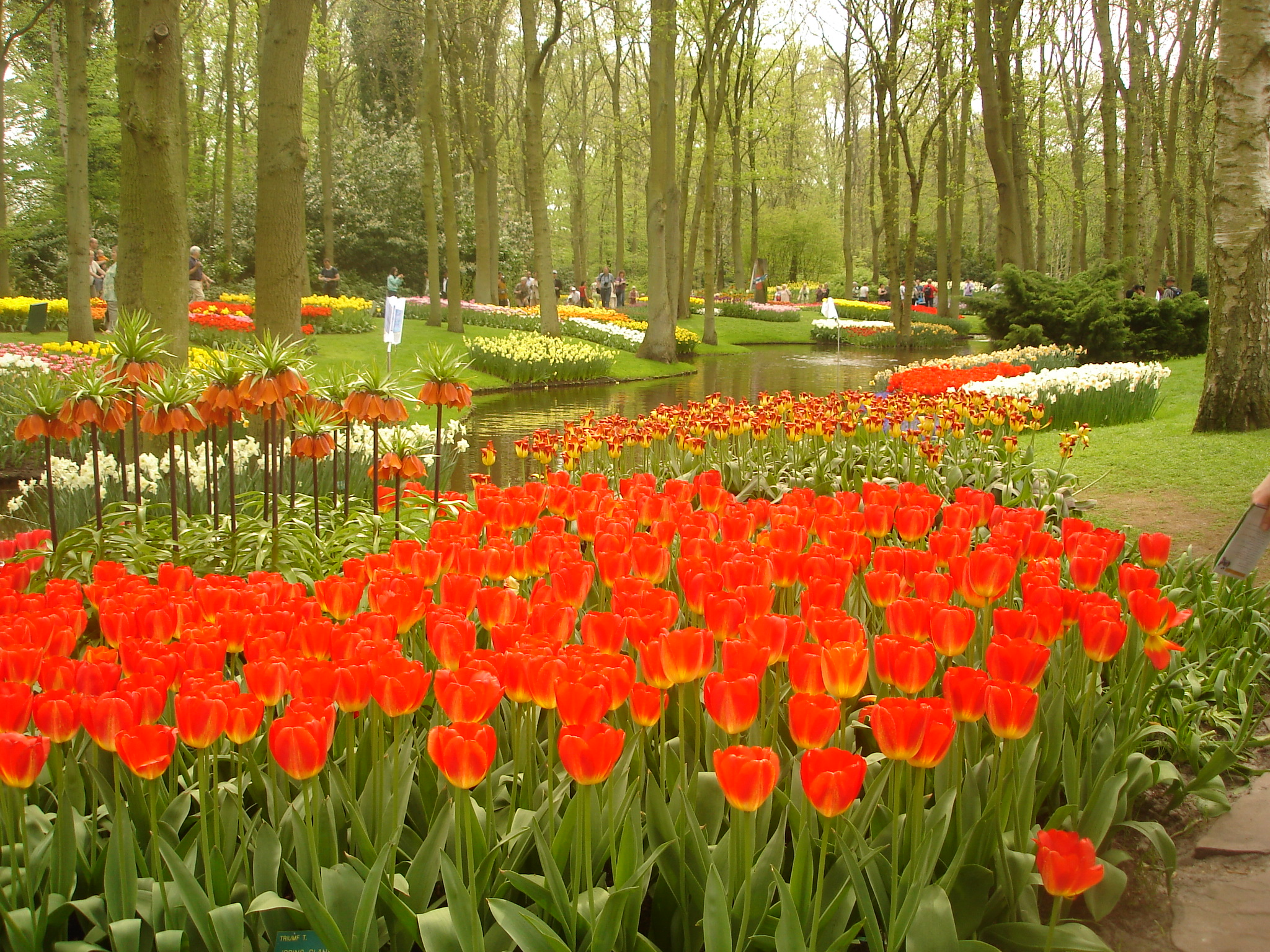
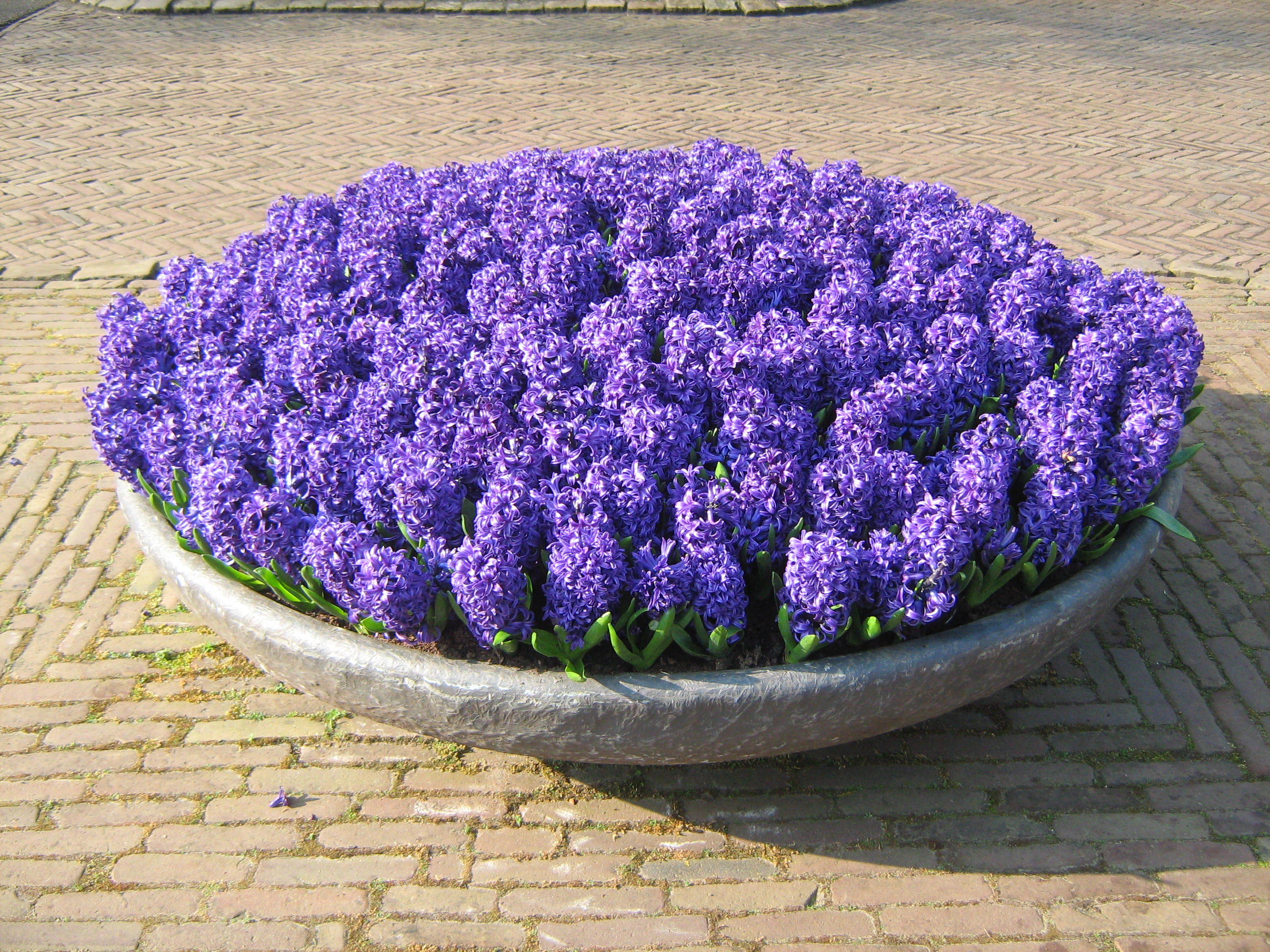
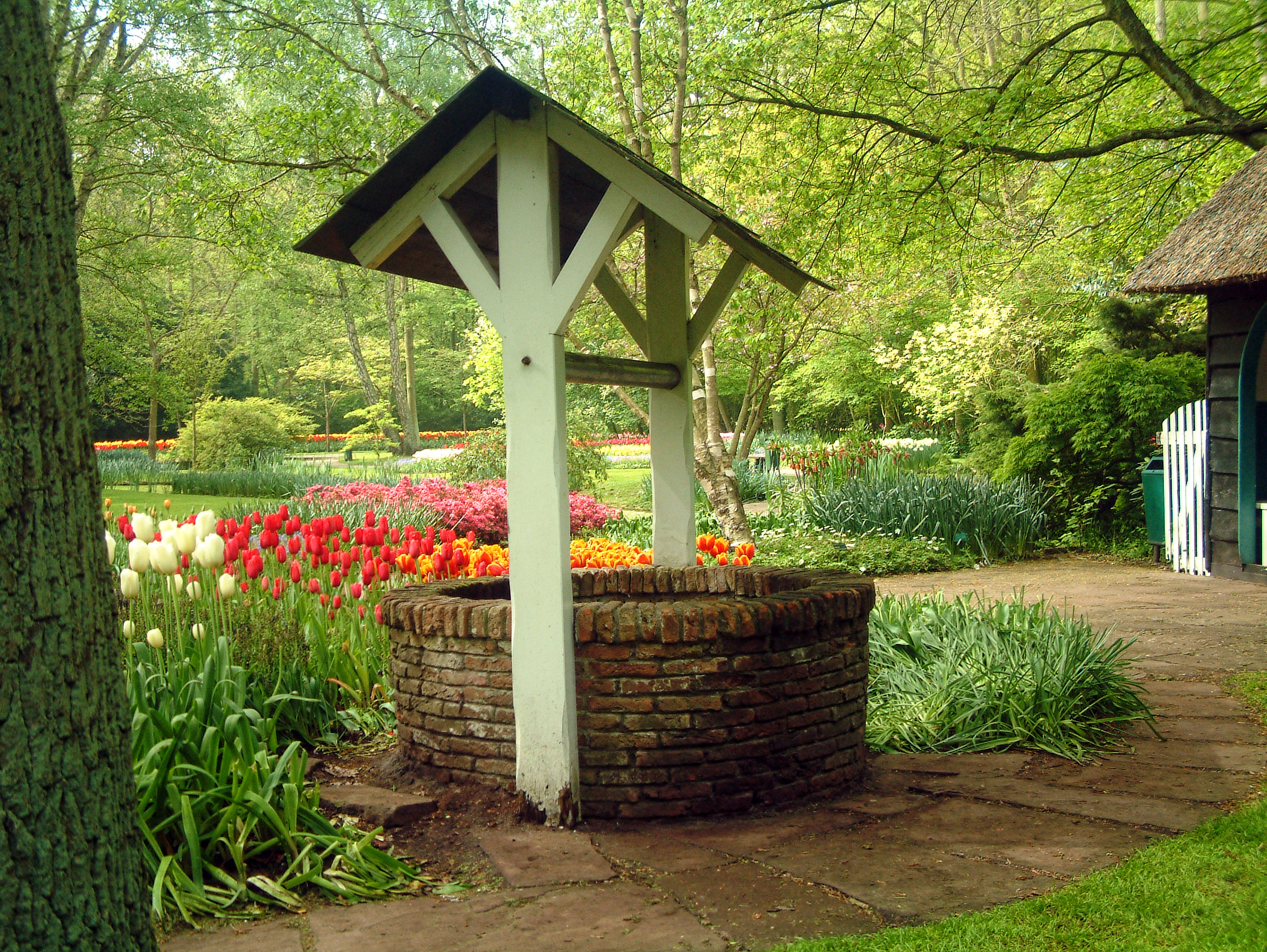
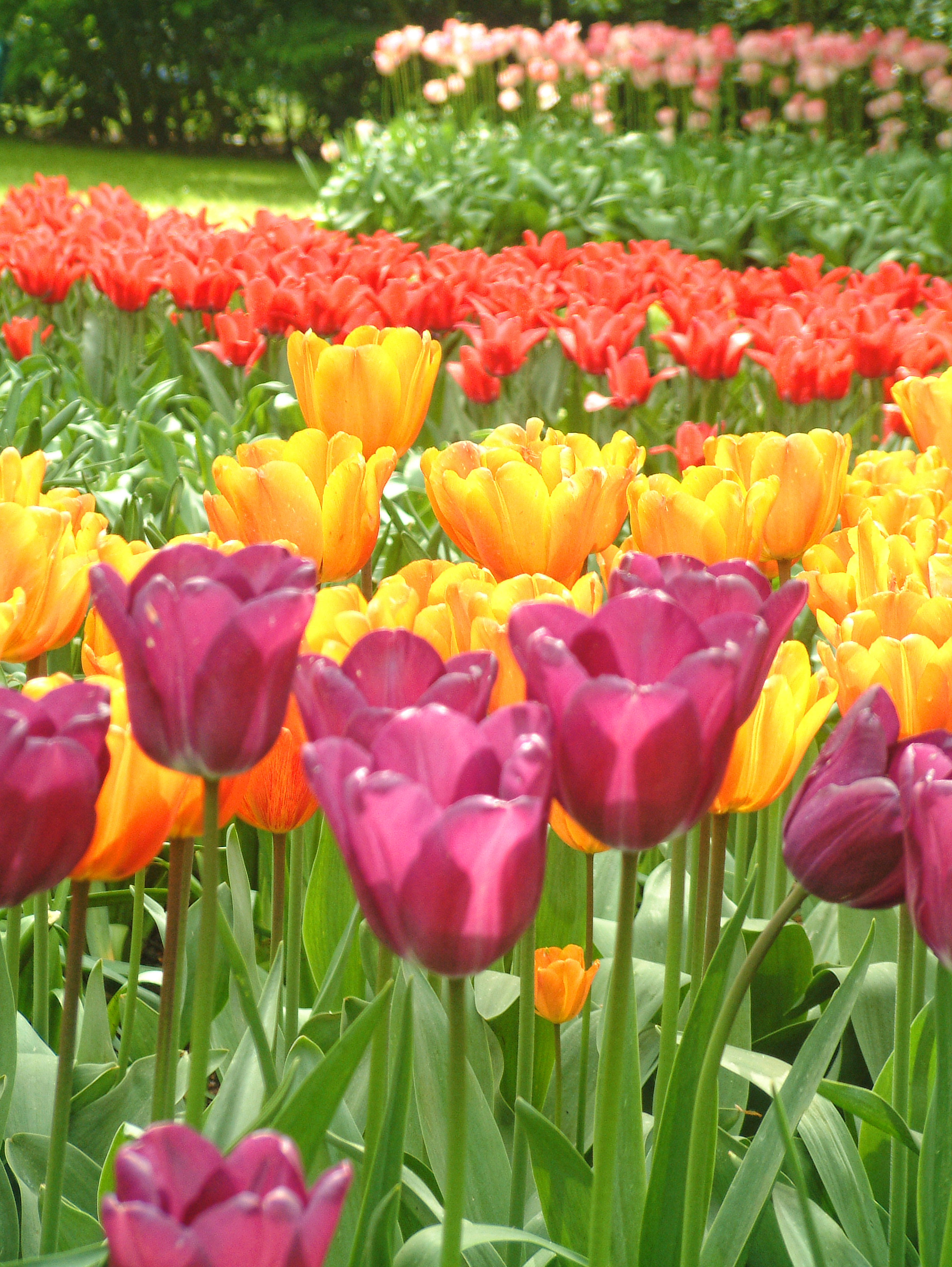
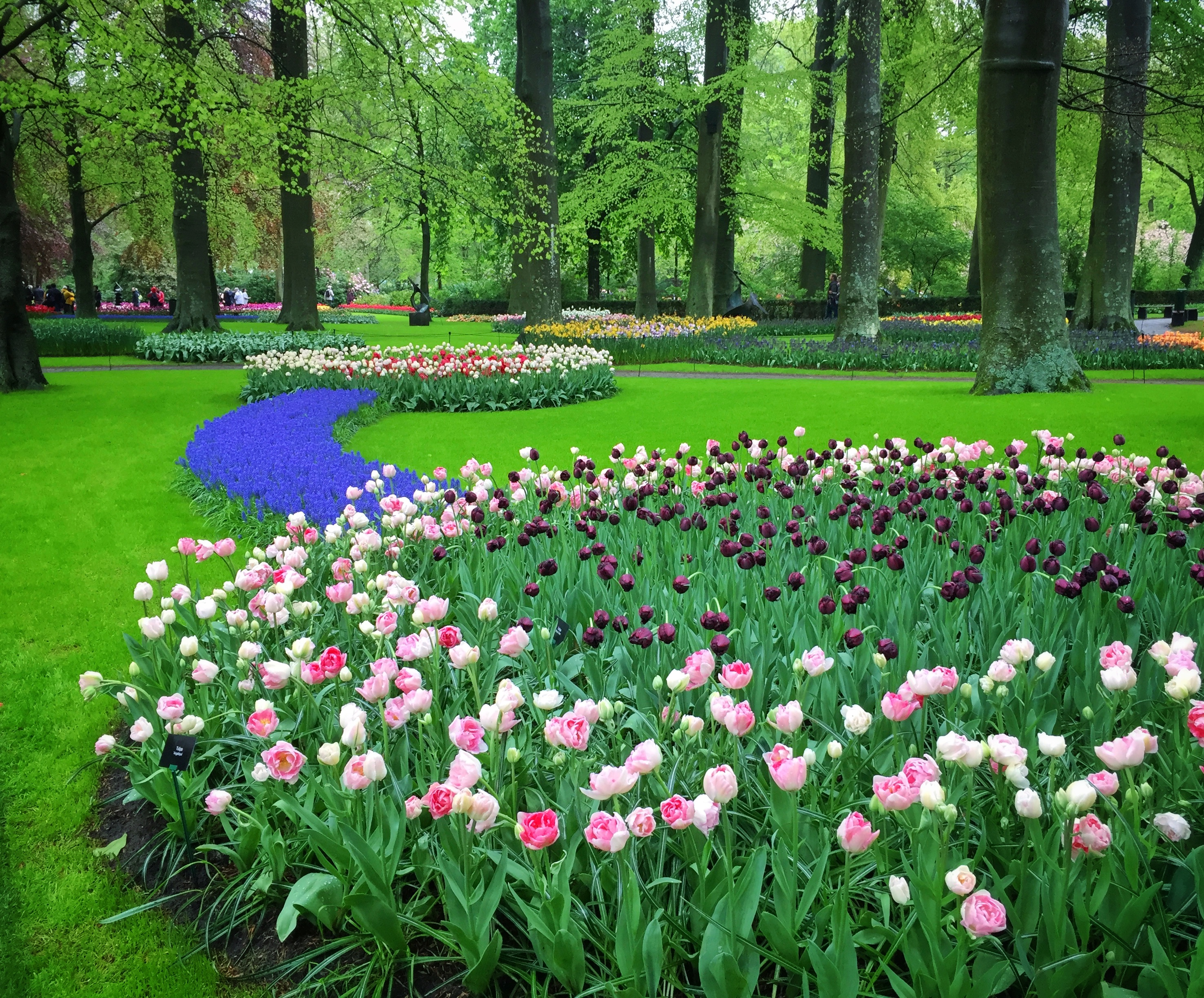
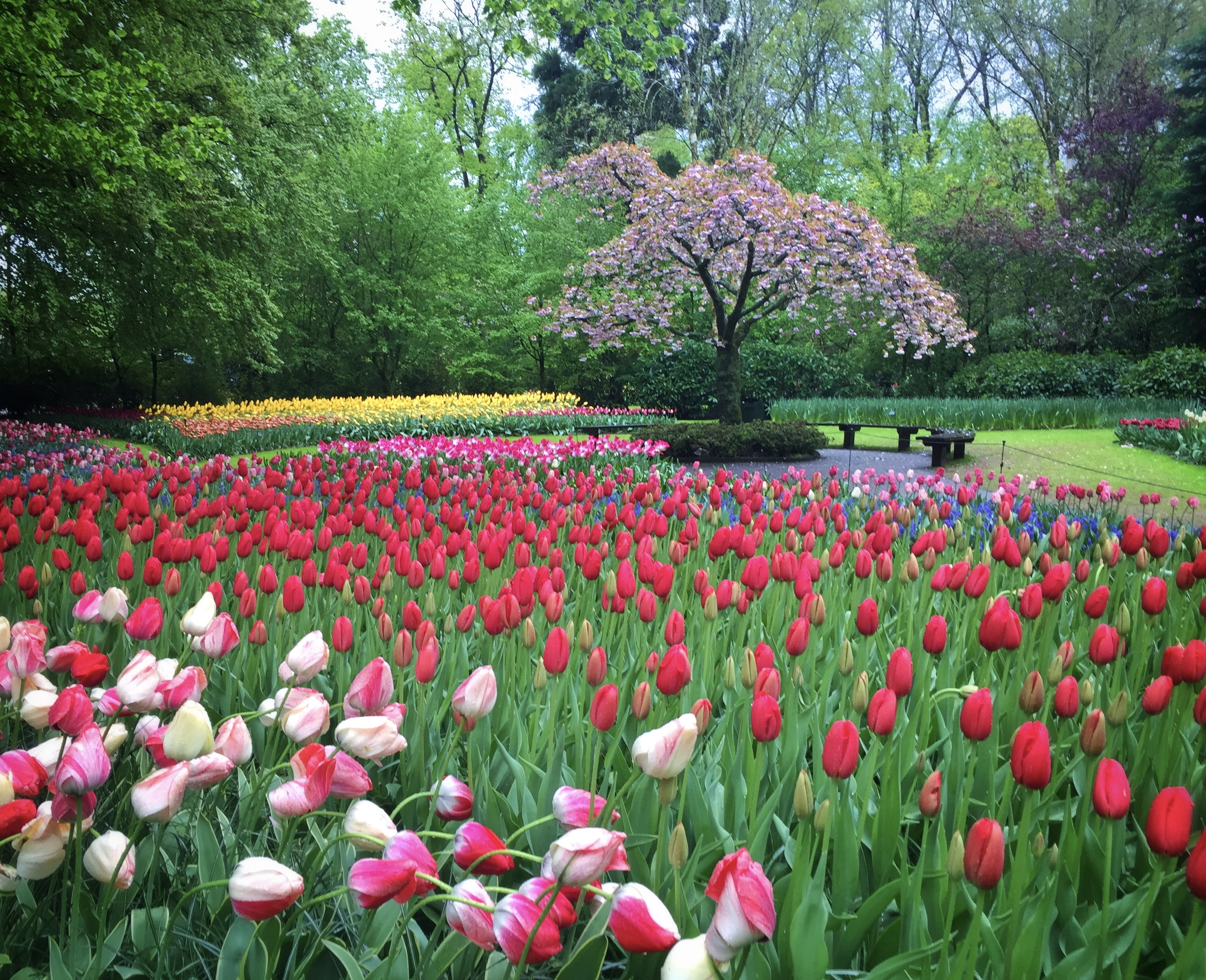